# Leurochilus acon
El miraestrellas labioliso es la especie Leurochilus acon,
 la única del género Leurochilus, pez marino de la familia de los dactiloscópidos. Su nombre procede del griego: leyros (liso) + cheilos (labio).

## Hábitat natural
Se distribuye por las costas del océano Atlántico centro-occidental, encontrándose desde Bahamas y el mar Caribe hasta Cuba y Antigua y Barbuda -no se ha encontrado en Jamaica-.
Viven enterrados en la arena o entre rocas, restringidos a agua tropicales y templadas de América. Es una especie bentónica demersal, a una profundidad entre 0 y 8 metros.

## Morfología
Son peces pequeños y alargados, crípticos. De cuerpo similar al resto de su familia, la longitud máxima descrita era de 2'9 cm. Tiene abundantes espinas en la aleta dorsal y dos en la aleta anal.
Cabeza generalmente amplia y profunda, el cuerpo se estrecha y se comprime atrás; ojos en la parte superior de la cabeza, a menudo protrusible; boca de moderado a grande, oblicua a vertical; dientes de las mandíbulas diminutos, en 2 o más series; sin dientes en el techo de la boca (vómer y palatinos); apertura opercular apertura; la aleta dorsal continua, con una pínula anterior aislada o semi-aislada con radios separados; las aletas pectorales son más largas en los machos; cabez y vientre desnudos mientras que el rresto del cuerpo con grandes escamas; línea lateral situada alta en la parte anterior desviándose hacia el vientre detrás de la aleta pectoral; la coloración del cuerpo varía desde pálida a fuertemente pigmentada con blanco, marrón o rojizo, a veces con dibujo de barras, otras veces moteadas o rayadas; se distingue de otras especies porque la aleta dorsal comienza en la misma nuca, con una pínula anterior aislada.